# Горње Пијавшко
Горње Пијавшко (словен. Gornje Pijavško) је насељено место у општини Кршко, Посавска регија, Словенија.

## Историја
До територијалне реорганизације у Словенији било је у саставу старе општине Кршко.

## Становништво
У попису становништва из 2011. године, Горње Пијавшко је имало 92 становника.
| Број становника према пописима | Број становника према пописима | Број становника према пописима |
| ------------------------------ | ------------------------------ | ------------------------------ |
| 1991                           | 2002                           | 2011                           |
| 91                             | 91                             | 92                             |

Напомена: До 1990. исказивано под именом Горење Пијавшко.